# Muhammad Junus Idris
Muhammad Junus Idris (arab. محمد يونس إدريس; ur. 15 września 1989) – sudański lekkoatleta specjalizujący się w skoku wzwyż.
W 2005 oraz 2007 na czwartym miejscu kończył start w mistrzostwach Afryki juniorów. Zdobył brązowy krążek mistrzostw Afryki w Nairobi (2010). W 2011 sięgnął złoty medal igrzysk afrykańskich, brąz mistrzostw panarabskich oraz po srebro na igrzyskach krajów arabskich. Wicemistrz Afryki z Porto-Novo (2012). Srebrny medalista mistrzostw panarabskich z maja 2013.

## Osiągnięcia
| Rok  | Impreza                     | Miejsce     | Pozycja           | Wynik |
| ---- | --------------------------- | ----------- | ----------------- | ----- |
| 2005 | Mistrzostwa Afryki juniorów | Radis       | 4. miejsce        | 2,06  |
| 2007 | Mistrzostwa Afryki juniorów | Wagadugu    | 4. miejsce        | 2,01  |
| 2007 | Igrzyska panarabskie        | Kair        | 10. miejsce       | 2,05  |
| 2010 | Mistrzostwa Afryki          | Nairobi     | 3. miejsce        | 2,15  |
| 2011 | Igrzyska afrykańskie        | Maputo      | 1. miejsce        | 2,25  |
| 2011 | Mistrzostwa panarabskie     | Al-Ajn      | 3. miejsce        | 2,13  |
| 2011 | Igrzyska panarabskie        | Doha        | 2. miejsce        | 2,24  |
| 2012 | Mistrzostwa Afryki          | Porto-Novo  | 2. miejsce        | 2,15  |
| 2013 | Mistrzostwa panarabskie     | Doha        | 2. miejsce        | 2,24  |
| 2013 | Mistrzostwa świata          | Moskwa      | el. – 25. miejsce | 2,17  |
| 2014 | Halowe mistrzostwa świata   | Sopot       | el. – 13. miejsce | 2,21  |
| 2014 | Mistrzostwa Afryki          | Marrakesz   | 3. miejsce        | 2,22  |
| 2015 | Mistrzostwa panarabskie     | Manama      | 2. miejsce        | 2,16  |
| 2015 | Mistrzostwa świata          | Pekin       | el. – 35. miejsce | 2,17  |
| 2015 | Igrzyska afrykańskie        | Brazzaville | 2. miejsce        | 2,22  |

## Rekordy życiowe
- Skok wzwyż (stadion) – 2,28 (27 maja 2015, Namur) rekord Sudanu
- Skok wzwyż (hala) – 2,28 (23 lutego 2014, Bordeaux) rekord Sudanu